# Total Tierlieb!
 Total tierlieb! ist ein Tiermagazin für Mädchen.

## Inhalte
Das Heft enthält unter anderem Tipps für den Umgang mit Tieren, Spielideen für Haustiere und Bastelseiten. Neben einem Fotoroman und Cartoons bietet die Zeitschrift auch Rätsel und Gewinnspiele. In jeder Ausgabe gibt es außerdem ein spielerisches Extra und zwei Tierposter. Die Zeitschrift wendet sich an 8- bis 11-jährige Leserinnen, die sich für Tiere interessieren. Es geht um Tierfreundschaften, Tierbabys und Reportagen über Tiere.